# Premontrei kolostor (Ócsa)
Az egykori ócsai premontrei kolostor 13. századi román stílusú, három hajós, kereszthajós bazilika, amely a premontrei rend számára épült, a román kor legértékesebb fennmaradt magyarországi alkotása.
1560 óta az ócsai református egyházközség temploma 
Felújítását a 20. század elején, 1922-1924-ben Foerk Ernő budapesti építész tervei alapján végezték. Az Árpád-korban Ócsa térsége királyi birtok volt, ezért feltételezhető, hogy az ócsai premontrei apátságot az egyik Árpád-házi király alapíthatta. Erre utalhat a templom belsején látható freskók egy része is.

## A premontrei bazilika története 1560-ig
Egy 1234-ben készült, az egyházak ellenőrzését tartalmazó jegyzőkönyv említi először. A 12-13. század fordulóján a helyén egy kis falu állt, amelynek lakóit odébb költöztették, amikor megindult az építkezés.
A háromhajós, keresztházas bazilikális elrendezésű templomot Szűz Mária tiszteletére szentelték. Nyugati homlokzatát monumentális toronypár uralja. A templomba a bejárás az északi ill. a déli mellékhajóba nyíló kapuk biztosítják. Az északi kapun (a kolostor felől) a szerzetesek, a déli kapun pedig a világi hívők mehettek be (a templom plébániai feladatot is ellátott). A kutatás során kiderült, hogy nyugat felé eredetileg egy boltszakasszal hosszabbnak tervezték a két mellékhajót, azonban ennek építése elmaradt, s így került mai helyére a két torony.
Bár eredetileg boltozott templomot akartak építeni, végül mégis síkfödémre váltottak. 1900-ban tárták fel a főszentély felületét borító, a 13. század utolsó harmadában festett összefüggő falképsort. A kolostorépület egyemeletes, egyszárnyú lehetett, a templomtól északra, teljesen elkülönülten épült fel. A földszinten volt a káptalanterem, a refektórium, az emeleten a hálóterem (dormitórium). A kolostorszárnyat keskeny kőfal kapcsolta össze a templommal. Valószínű, hogy a kerengő fából készülhetett, s ez nyomtalanul elpusztult.
A 16. század közepén részben a török veszély, részben a reformáció előretörése miatt hagyhatták el a kolostort a szerzetesek. A templomot, mely a török időkben egy ideig mecsetként is funkcionált, 1560 óta használják a reformátusok. Az épület állaga közben egyre romlott: 1675-ben a templomhajók már fedetlenül álltak. 1702-ben még tovább romlott a helyzet. A katolikusok megpróbálták visszaszerezni a templomot, sikertelenül. A reformátusok Mária Terézia királynőtől végtére engedélyt kaptak a templom rendbe hozására, ennek során új karzat és szószék is került a templomba.
1872-ben villámcsapás, 1884-ben tűzvész pusztította a templomot. 1897-ben megkezdődött a műemléki helyreállítás. 1922-1924 között átalakításokra került sor (egy emelettel megmagasították például a tornyokat). 1986-1992 között került sor a templom régészeti kutatására, amit követett az épület teljes felújítása. Ennek során részben visszaállították a 17. századi kerítőfalat is.

## Az ócsai egyházközség templomaként

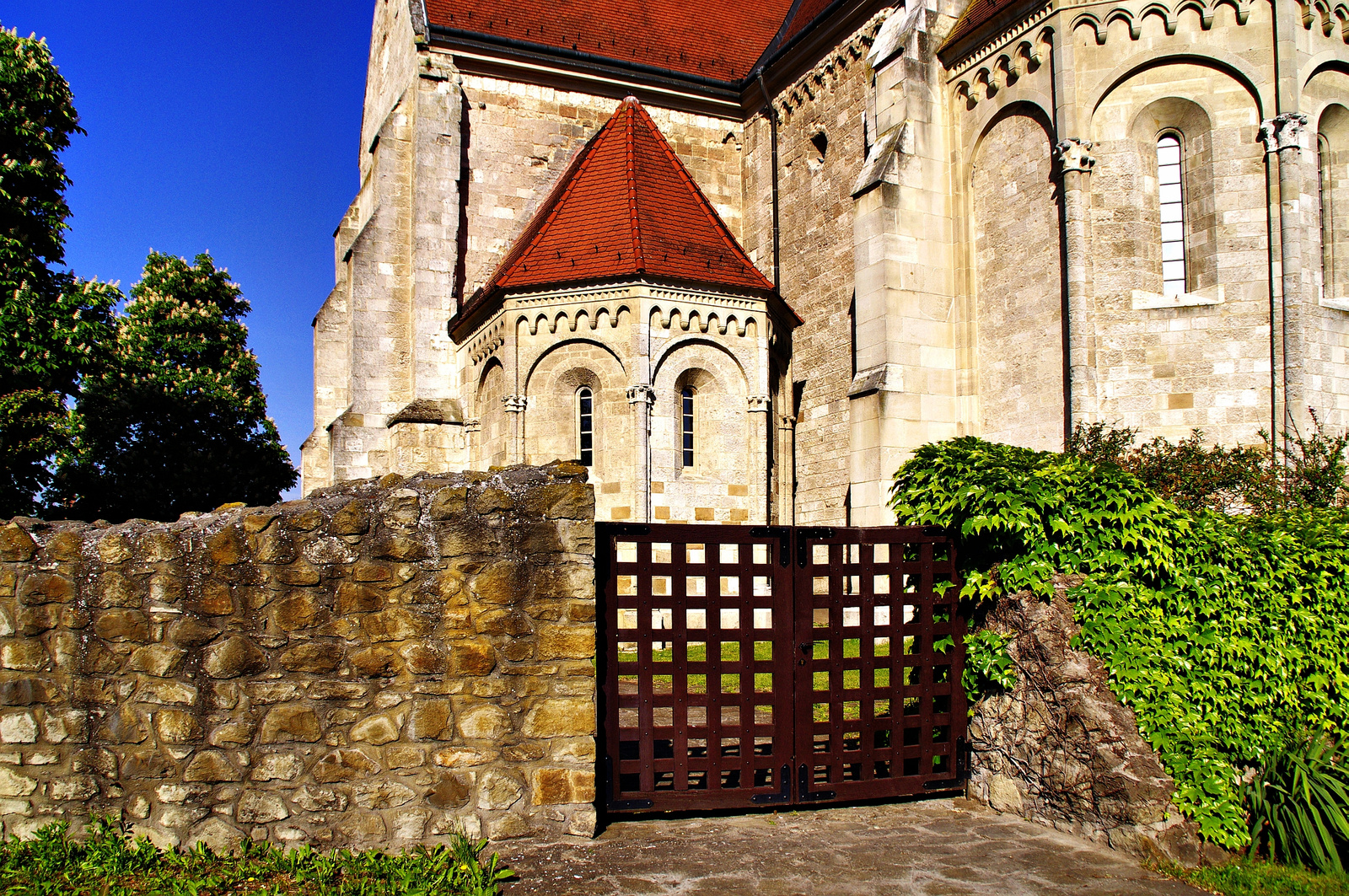
A templom hátsó bejárata

A lakosság a 17. század elején református hitre tért. A templom 1560-tól az Ócsai Református Egyházközség tulajdonában és használatában van. Miután 1664-ben tatár csapatok gyújtották fel a tetőszerkezetet, az épületnek több évtizeden keresztül csak  mintegy hatodrésze volt befedve.
Az egyház legnevesebb patrónusa gróf Teleki József (1738-1796) volt, aki az 1770-es évek elején birtokot vásárolt Ócsán. A gróf, hogy a templom további pusztulását megállítsa, 1774 és 1777 között restauráltatta az épületet. 1777. május 4-én szentelték fel az elkészült templomot.
Új orgona épült 1865-ben Komornyik József nagyváradi mester tervei szerint. 1872-ben  a templomot villámcsapás érte, ami megrongálta az orgonát. 1884-ben tűzvész pusztította a tetőzetet, 1890-ben a mennyezet a templom belső terébe szakadt. 1896 és 1900 között újabb helyreállításra került sor. A főszentélyben értékes freskókra találtak 1902-ben, egy meszelés alkalmával. A főszentély falán az apostolok láthatók hármasával, oszlopos keretben. Tovább jobbra és balra az ívekre Szent Miklós és Szent György alakja került. Baloldalon Szent László életéből vett jelenetek, míg vele szemben az utolsó ítélet töredékes maradványai láthatók. Az 1922 és 1924 közötti időszakban a két toronyra egy-egy emeletet építettek.
1986-tól 1994-ig a templom zárva volt. Ezalatt folyt a régészeti feltárás, az alapos és szakszerű restaurálás és renoválás. Az épület új tetőszerkezetet kapott, helyreállították eredeti térkapcsolatait, kijavították összes faragott kődíszeit, a szentély freskóit és padozatát. Rendezték a templom környezetét, megépítették az épületet körülölelő várfalat és kialakították a belső parkot is.
1994. október 29-én az Országos Műemlékvédelmi Hivatal átadta a Református Gyülekezetnek a megújult templomot.

## Díjai, elismerései
A pontos és körültekintő helyreállításért 1995-ben Europa Nostra díjjal és az ezzel járó oklevéllel tüntették ki Ócsa Református Műemléktemplomát.

## További képek

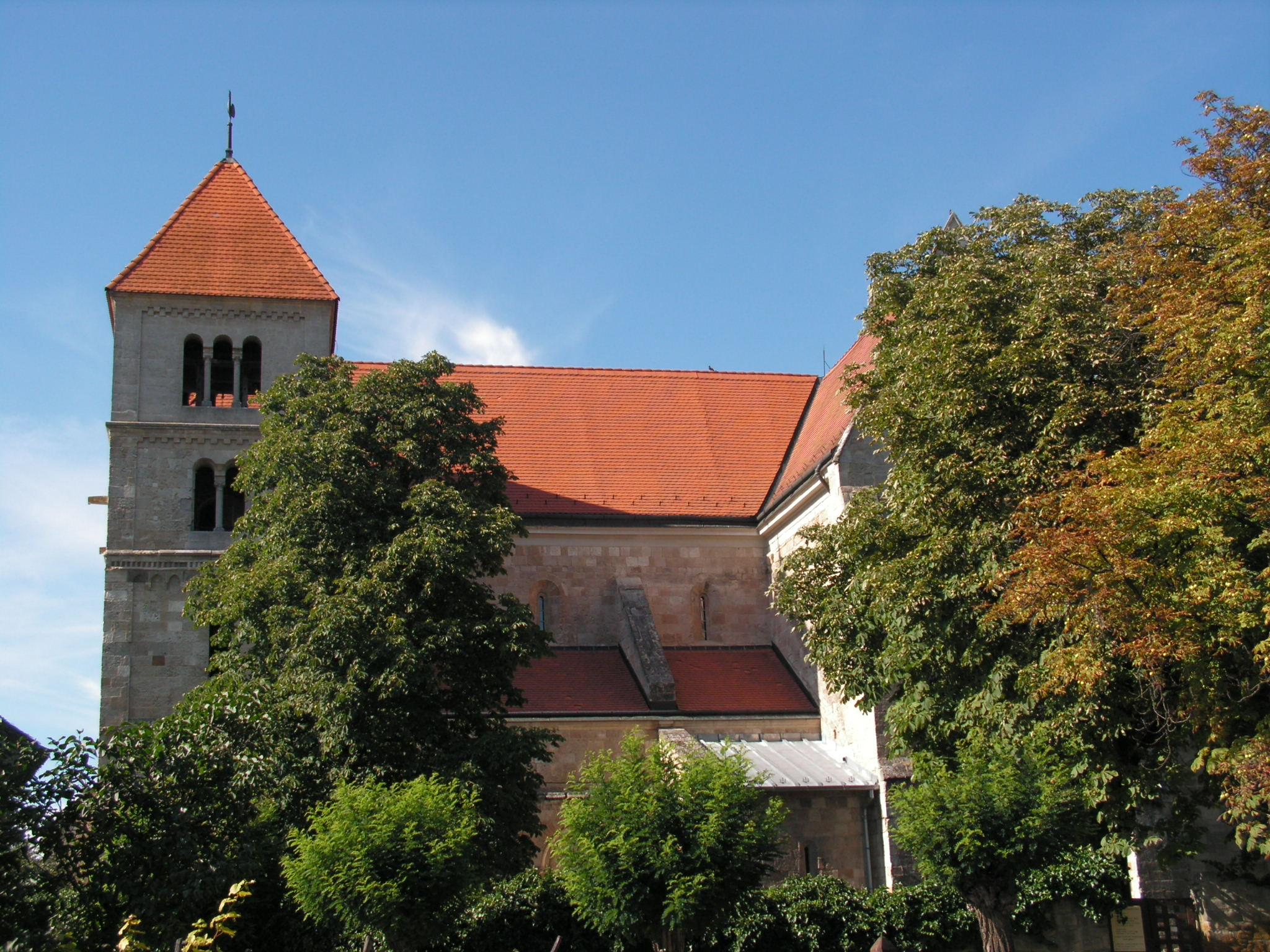
Premontrei kolostor
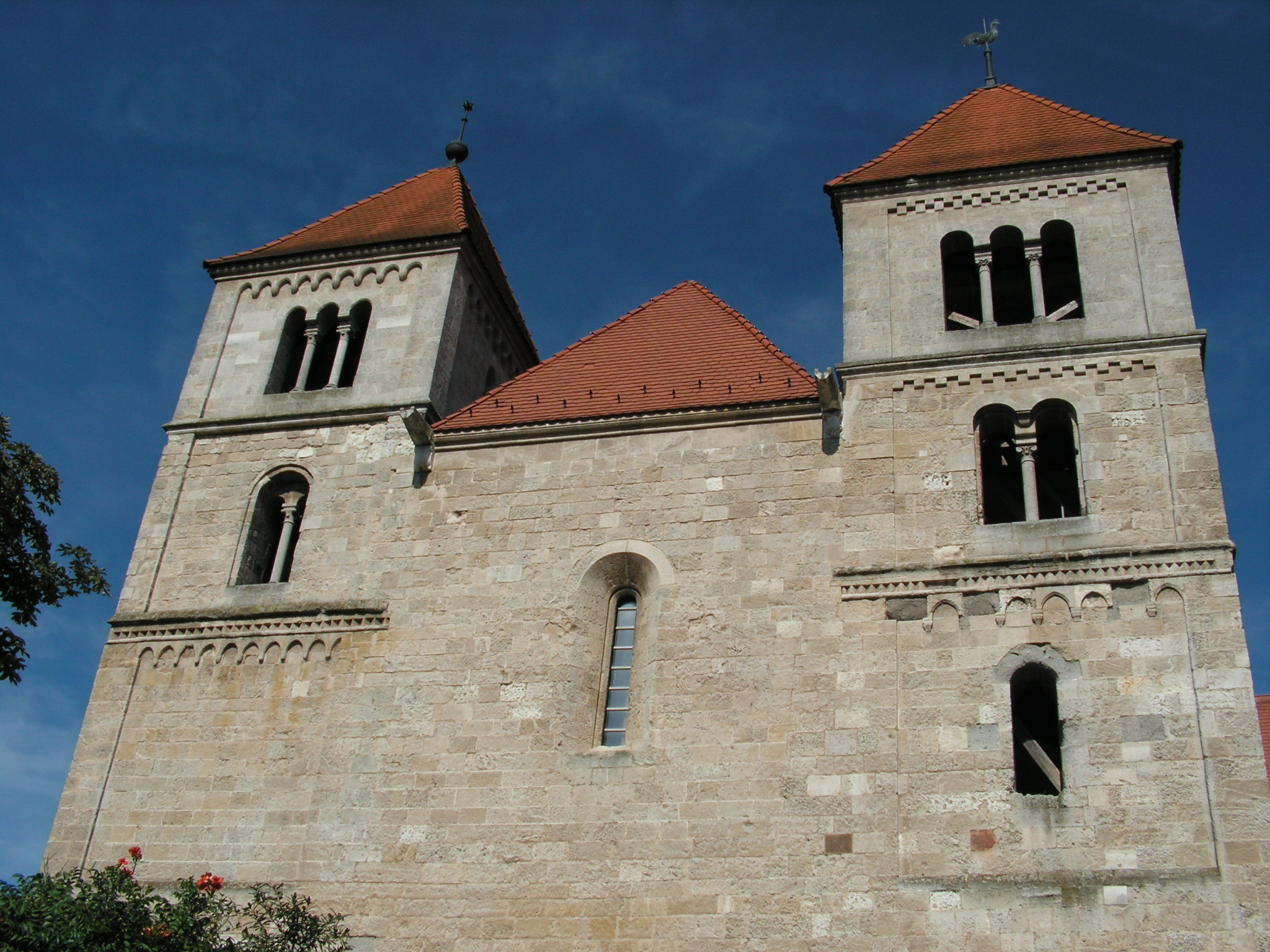
Premontrei kolostor
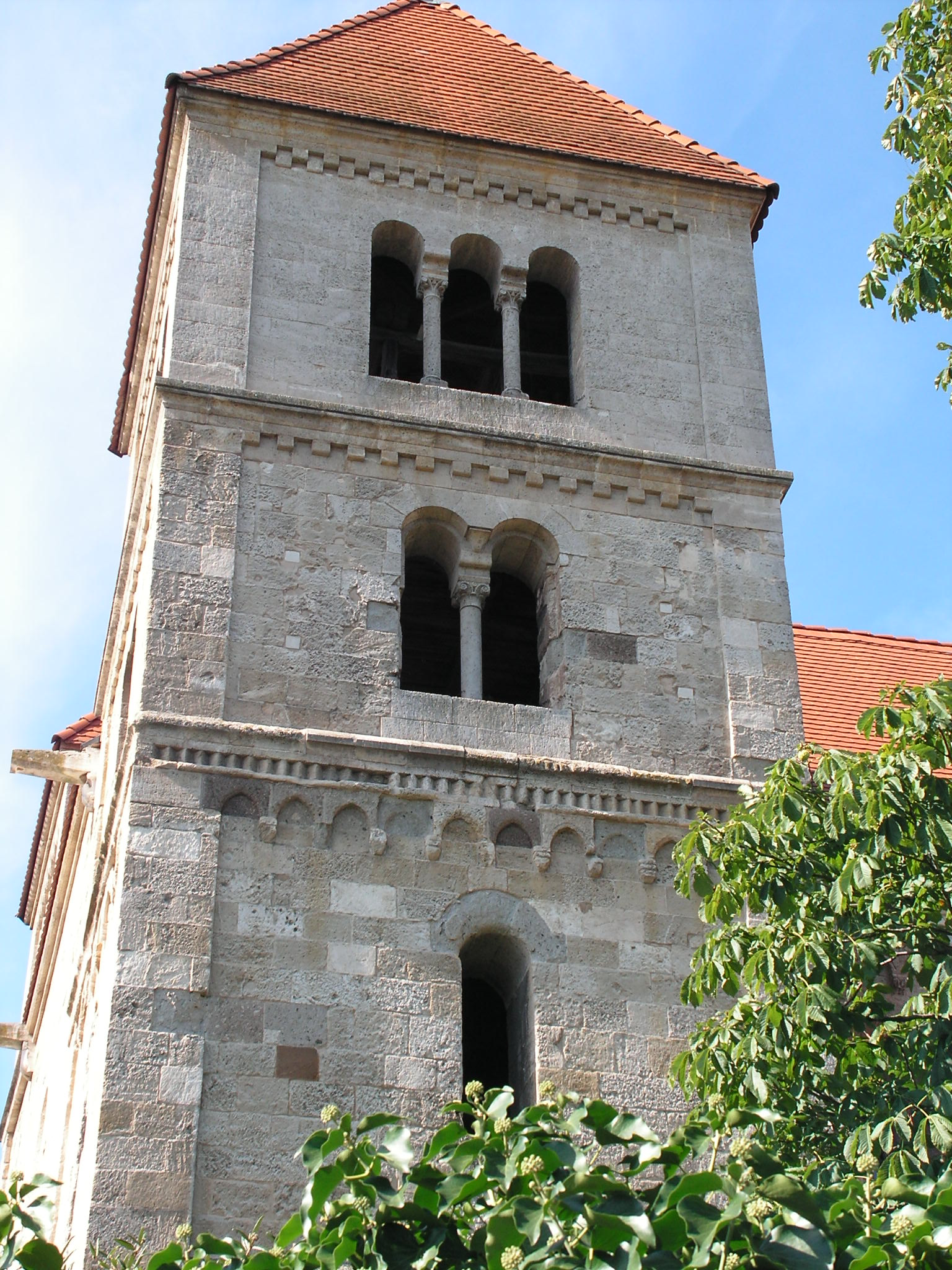
Premontrei kolostor
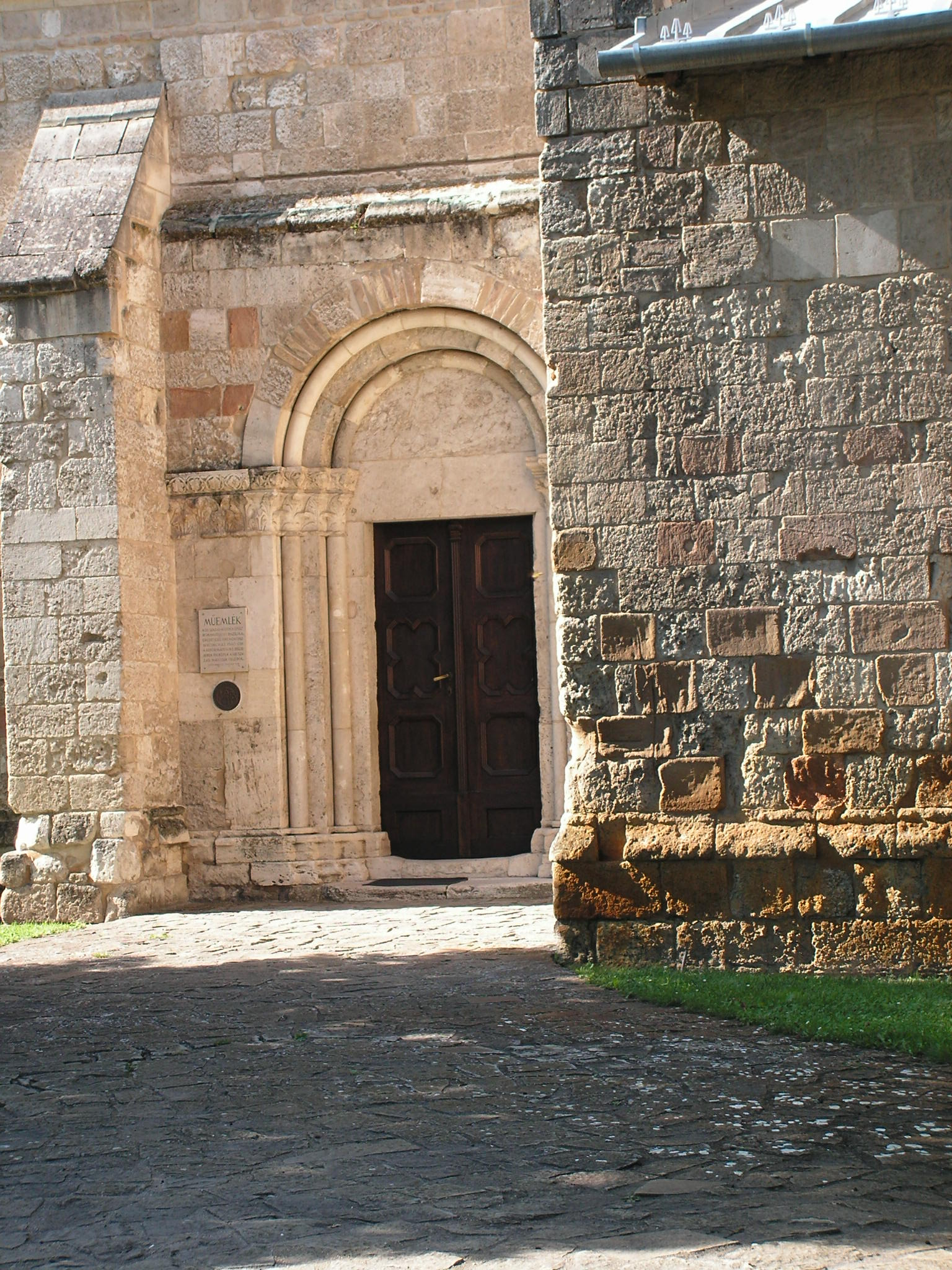
Premontrei kolostor
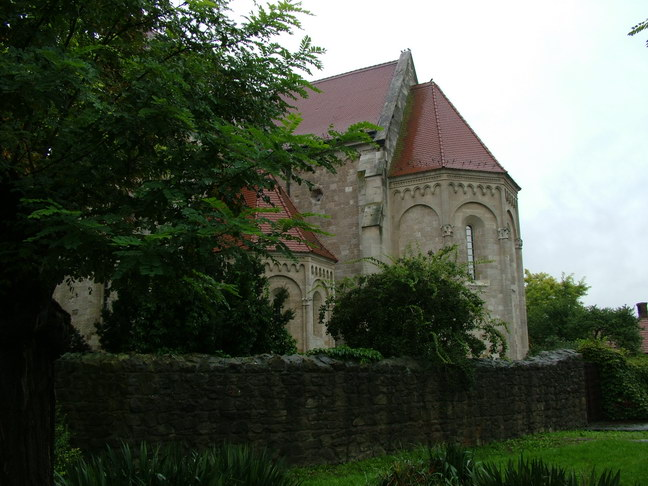
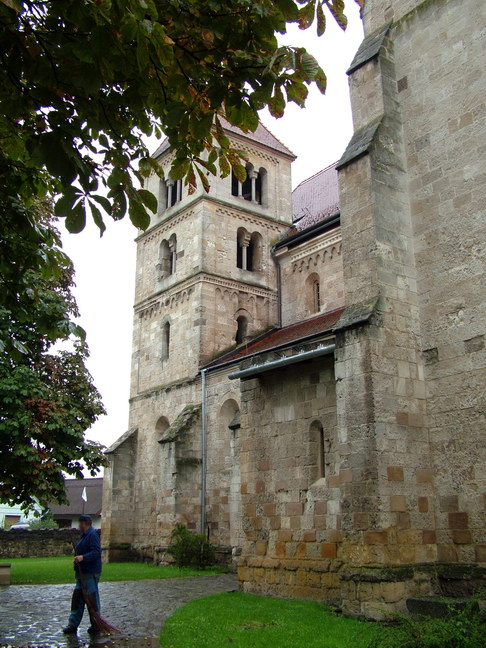
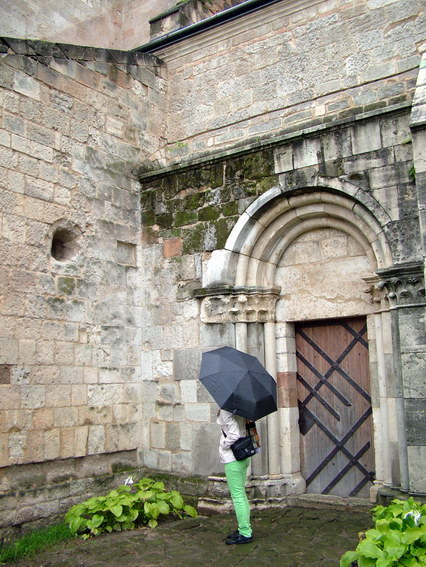
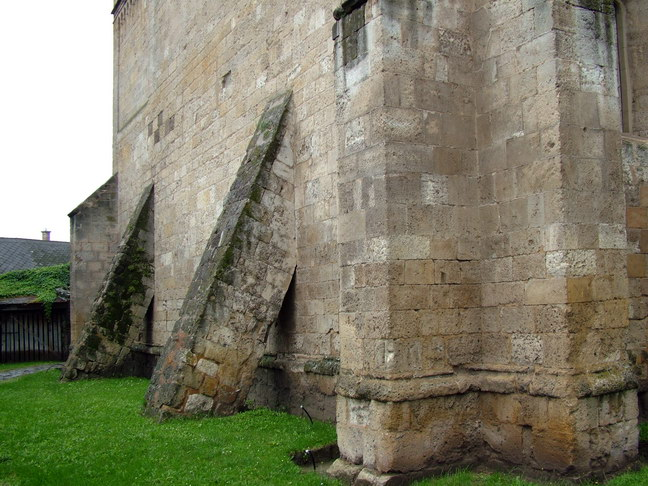
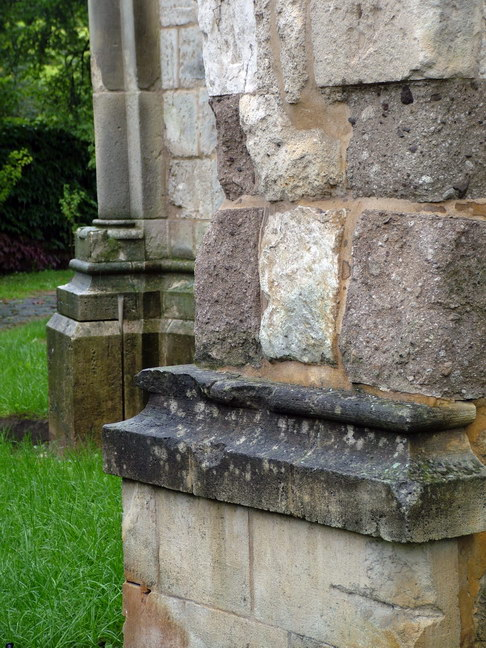
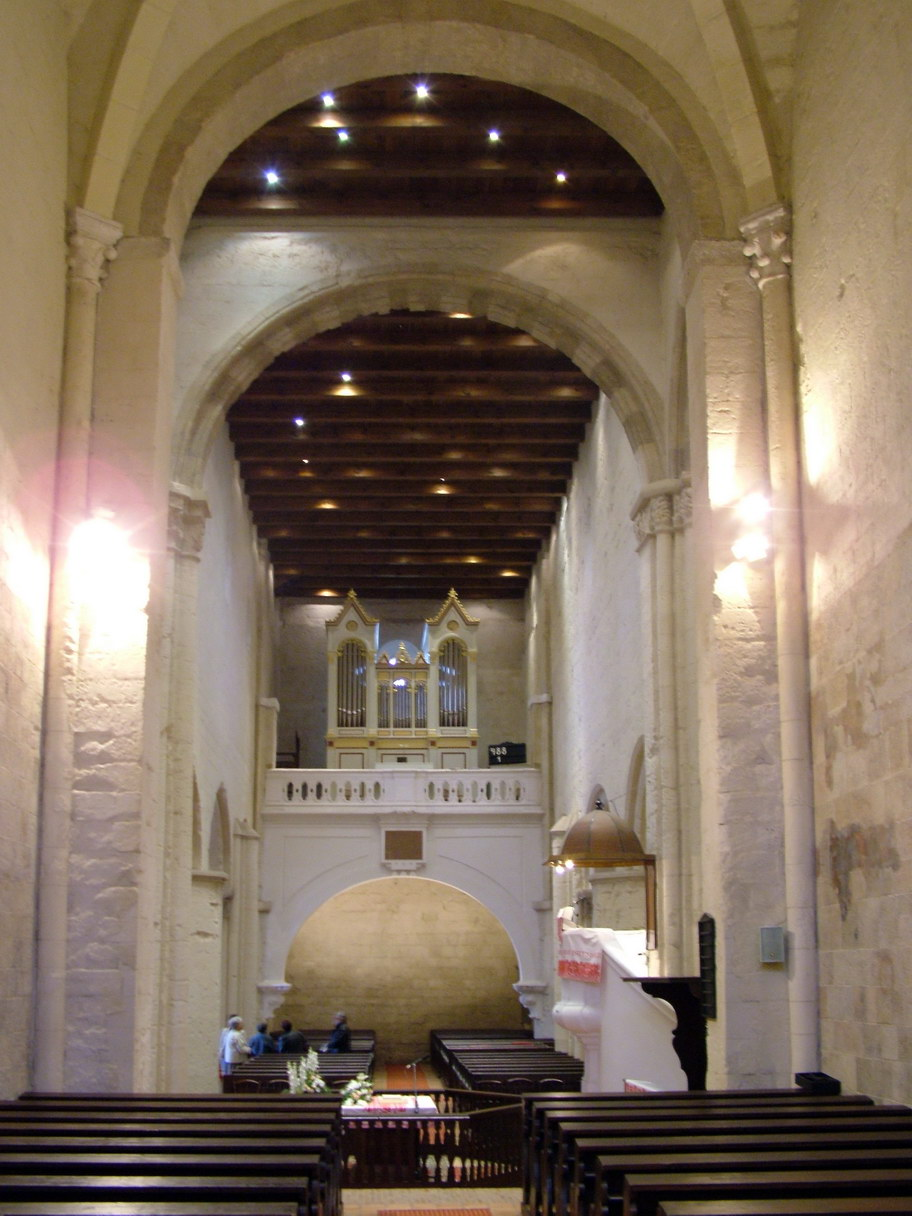
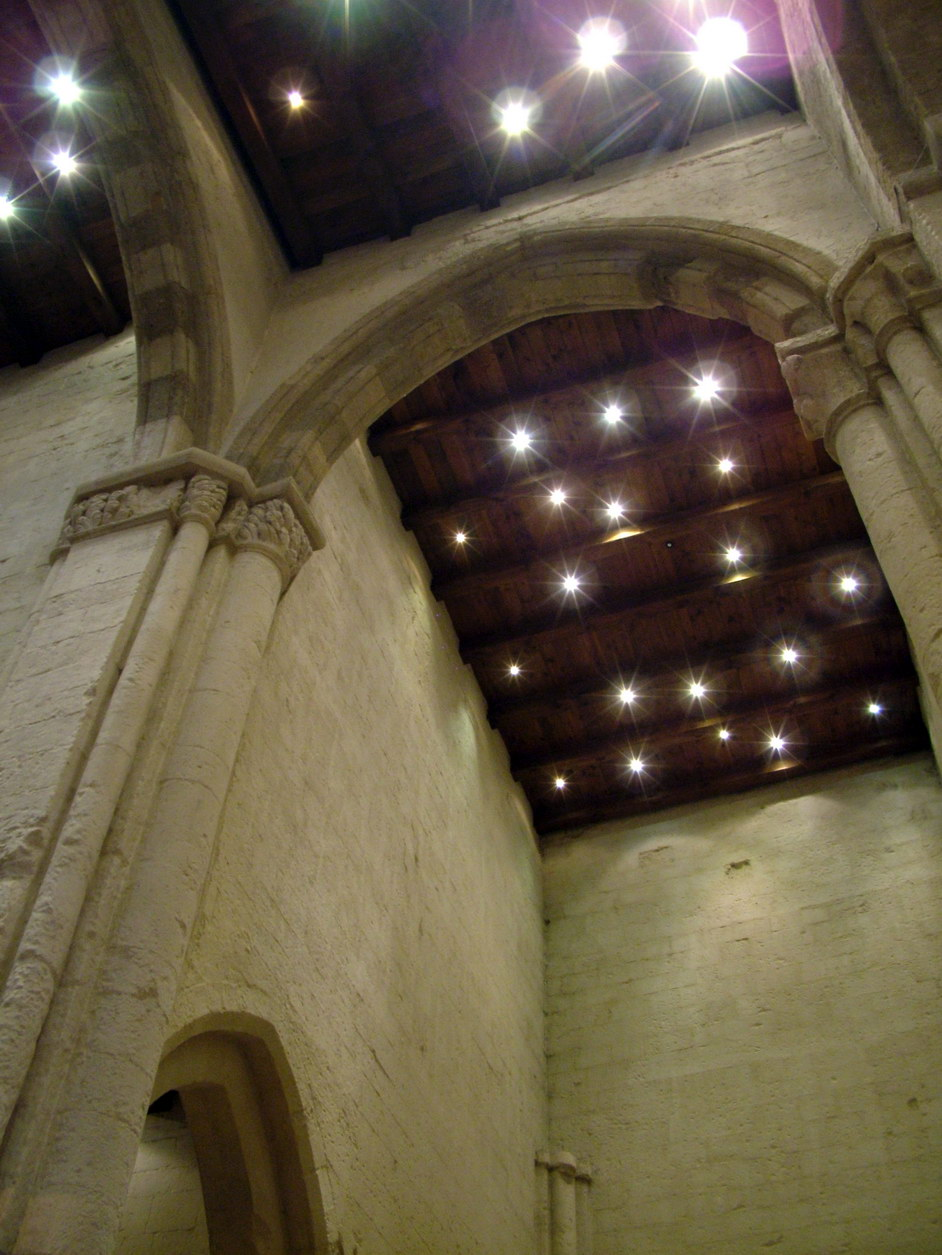
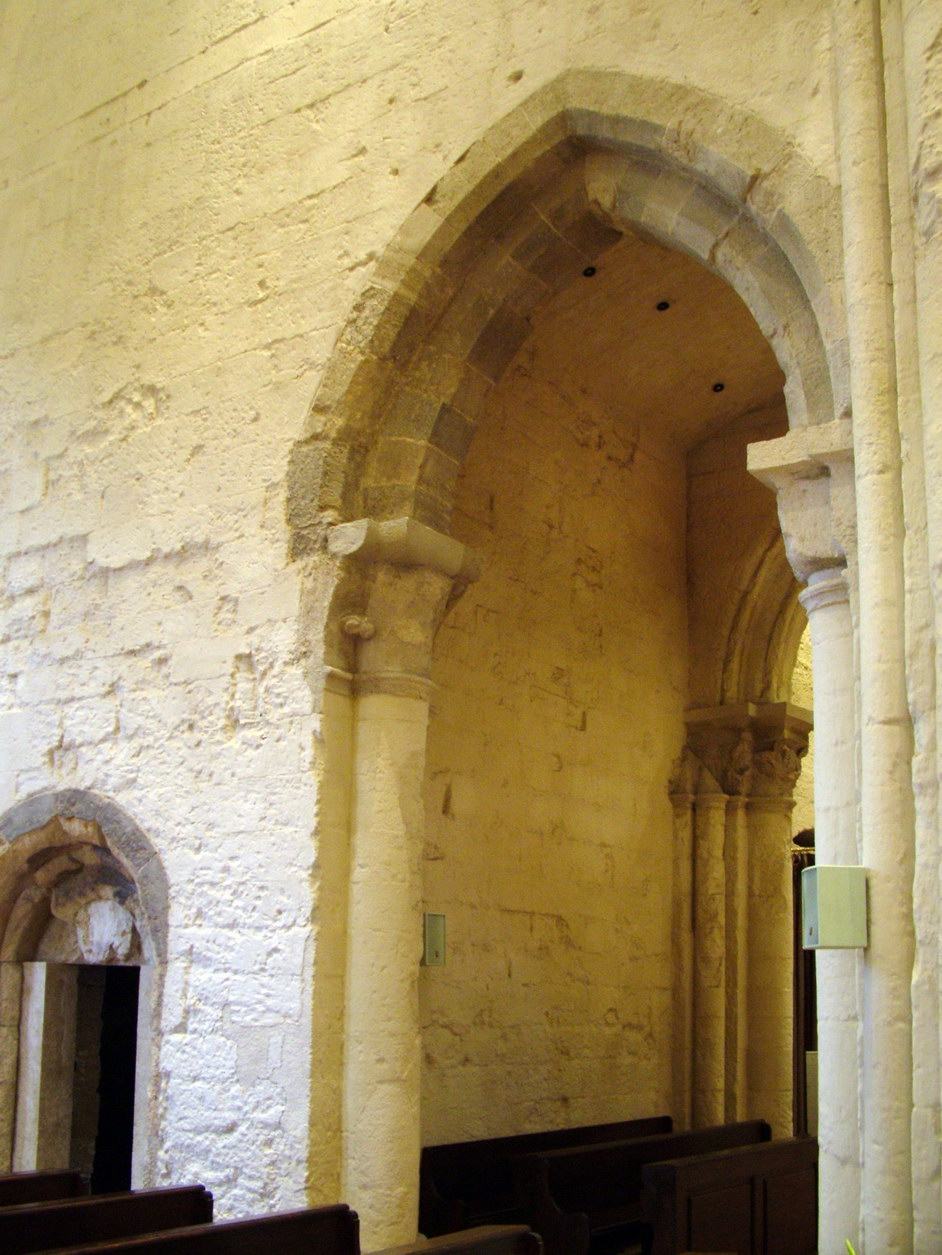
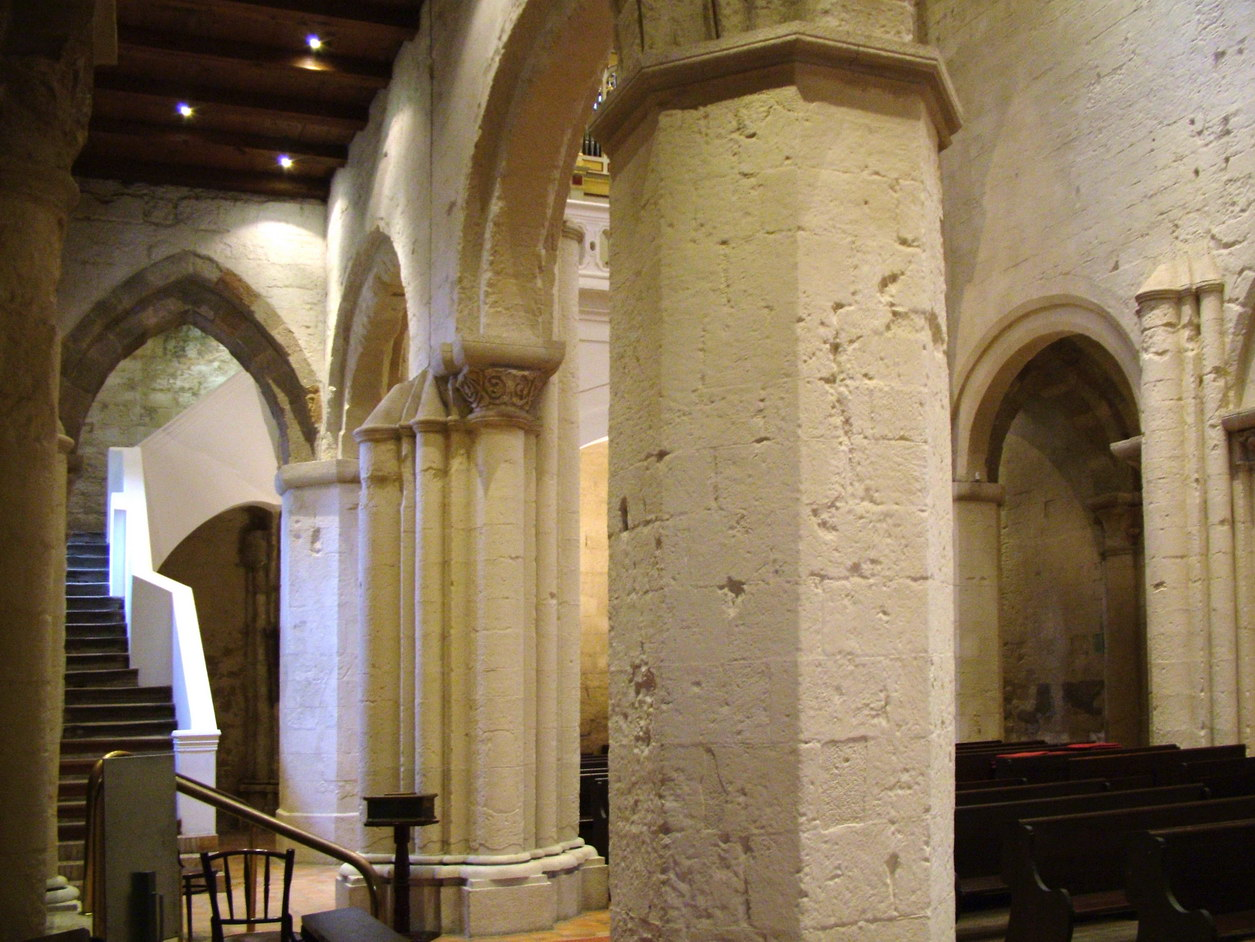
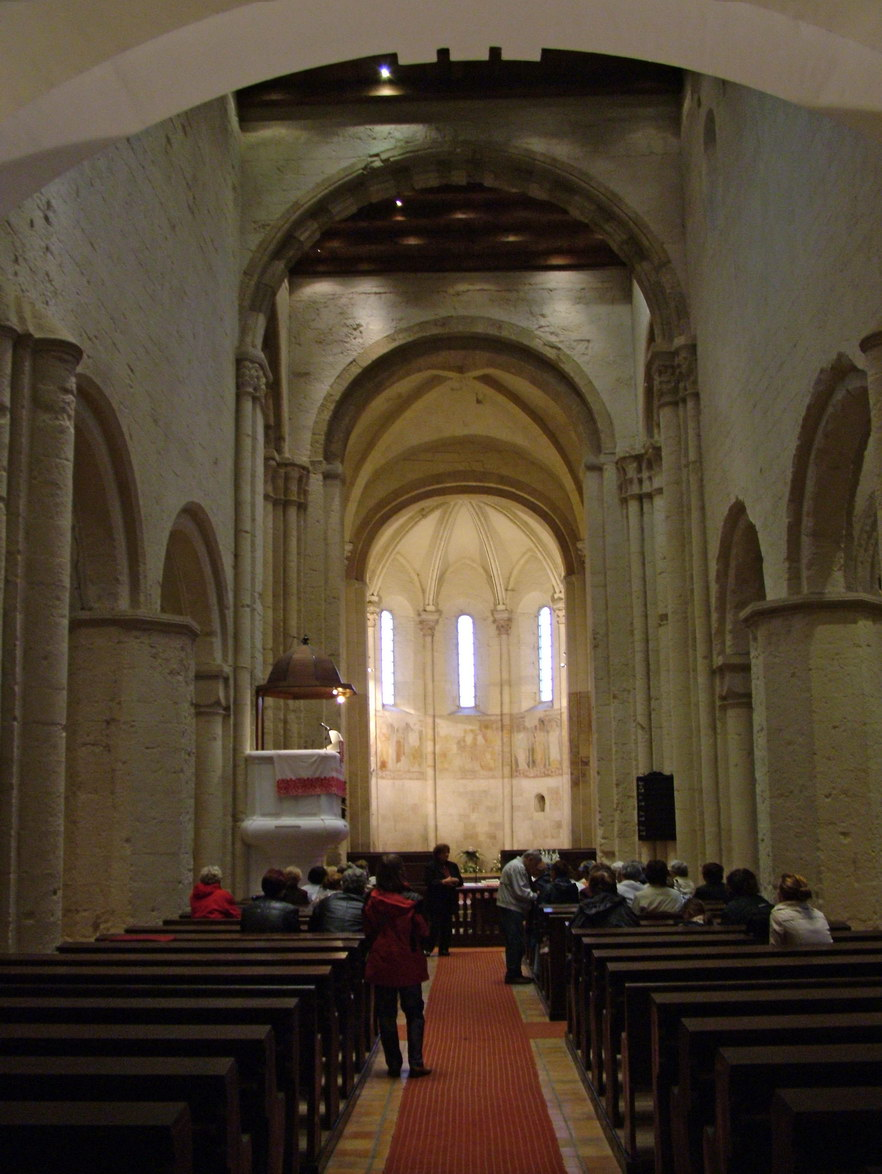
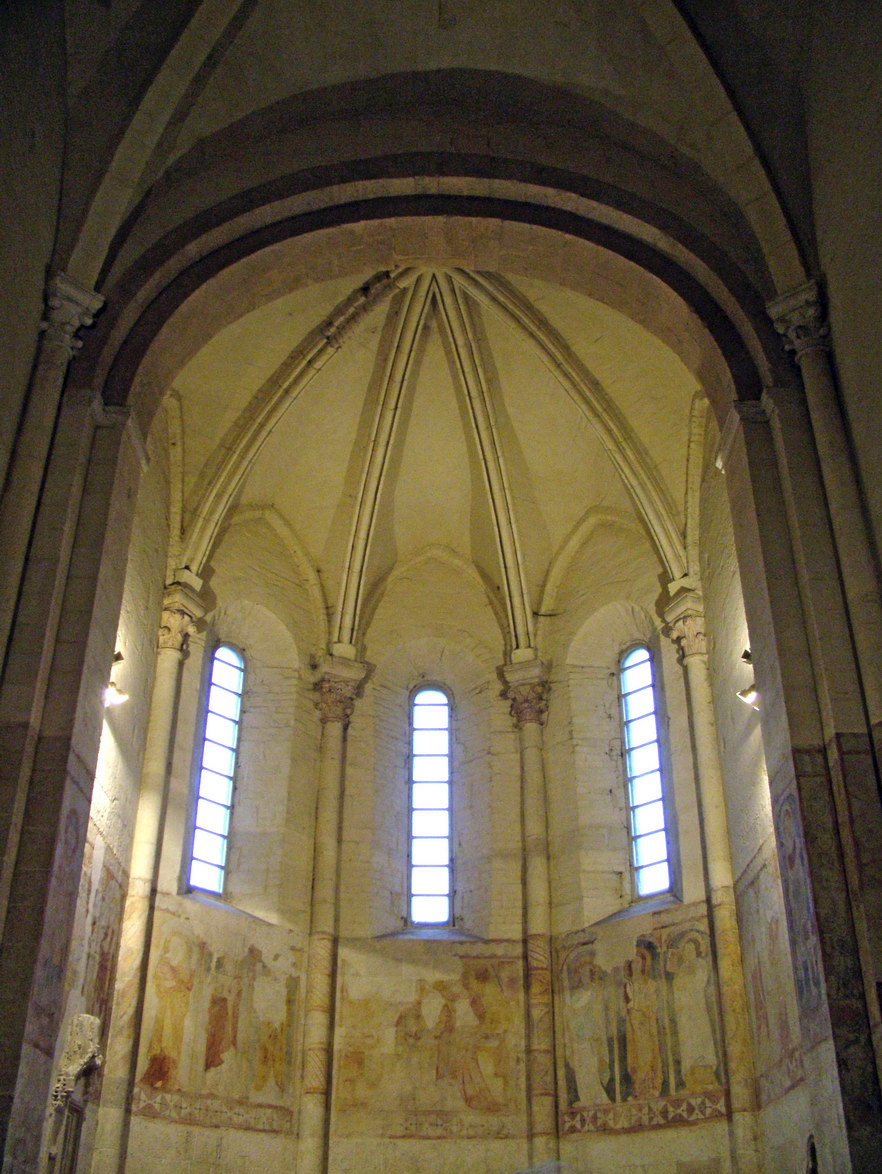
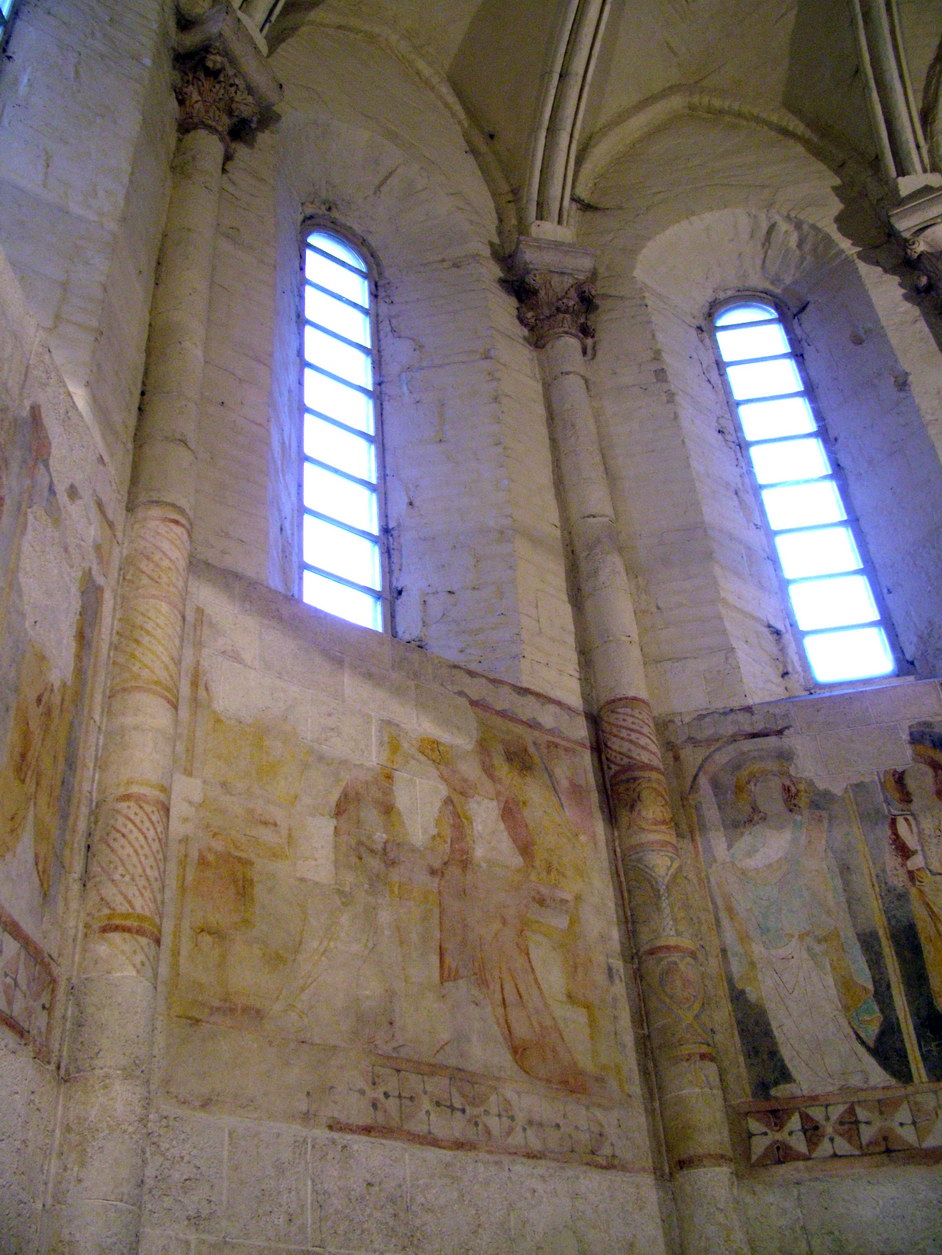
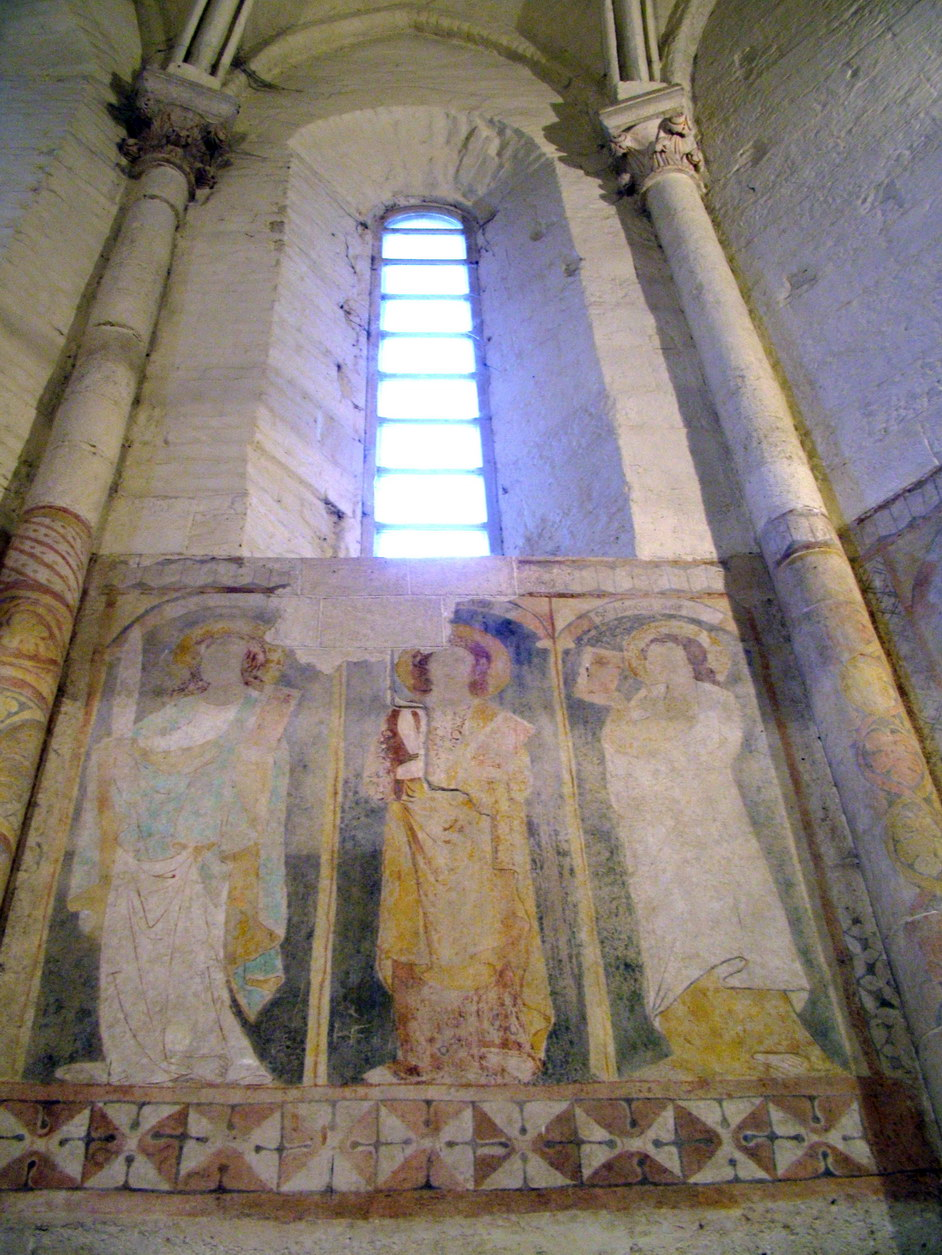
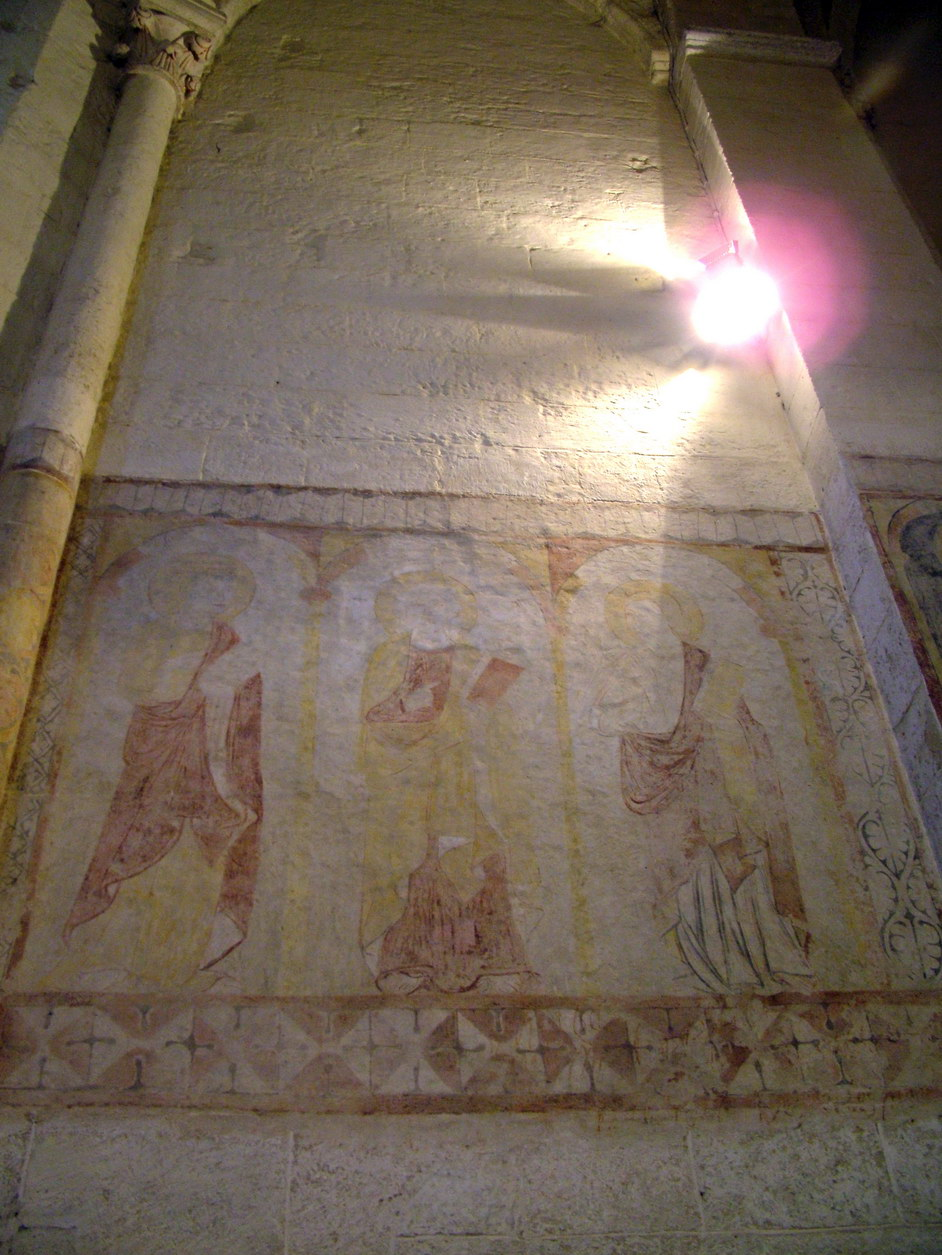
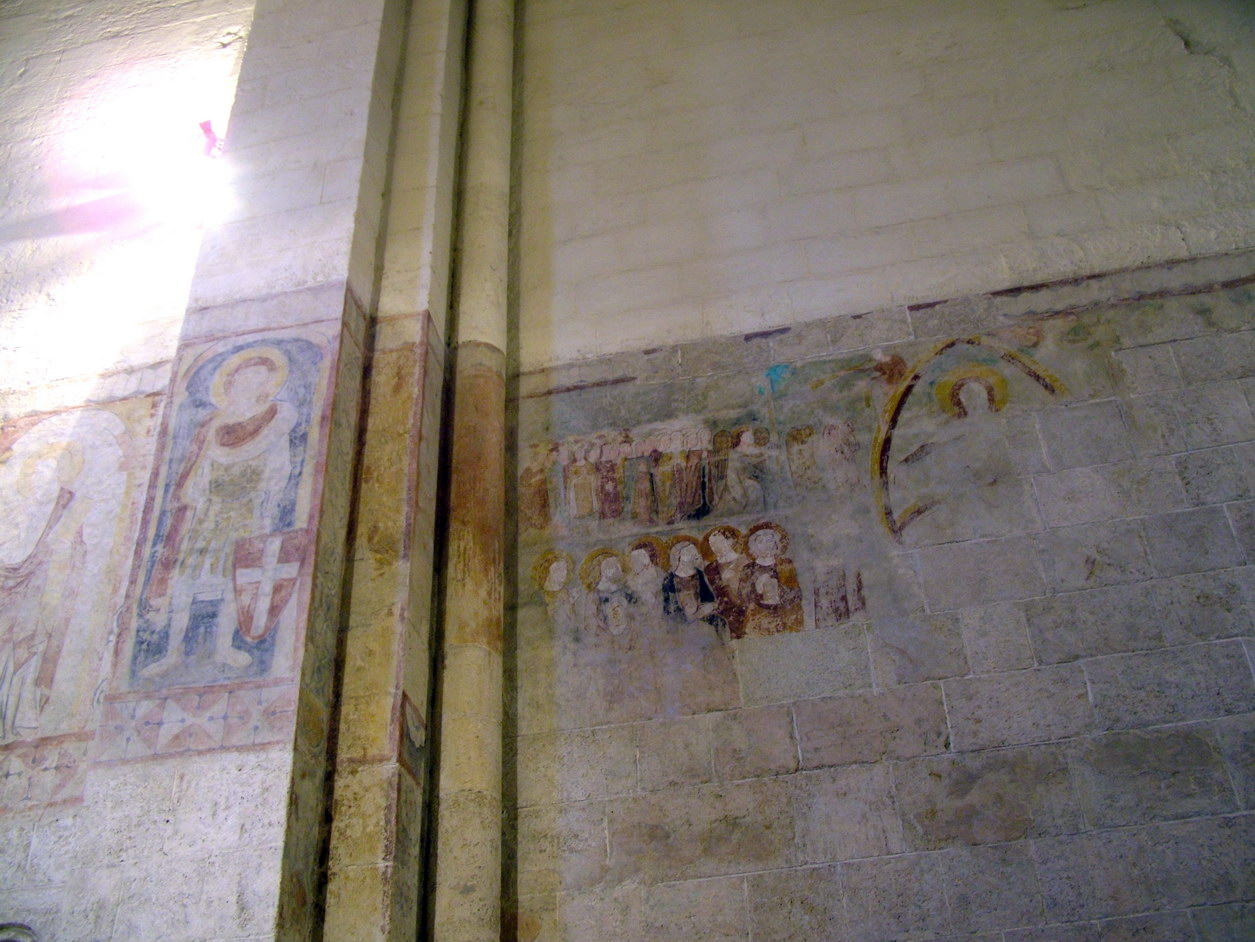

## Légi felvétel galéria

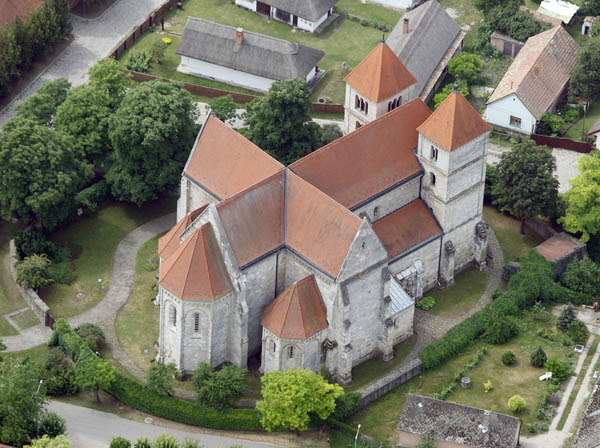
Premontrei kolostor (Ócsa) légi felvételen
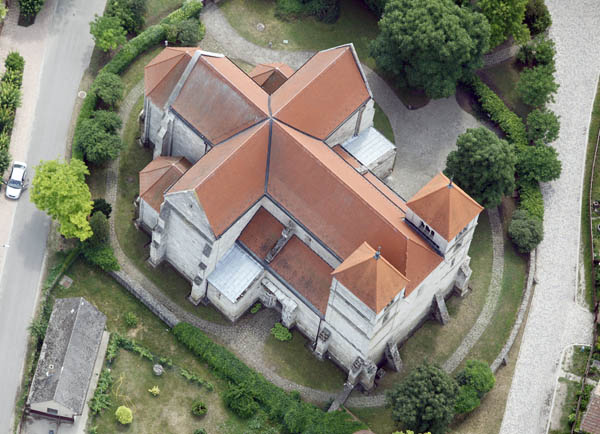
A kolostor látképe madártávlatból
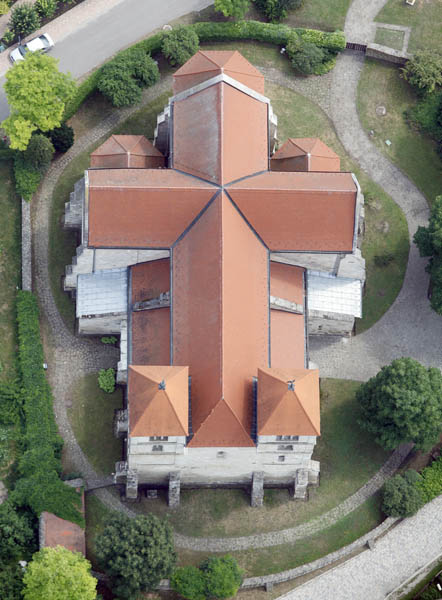
Premontrei kolostor légi fotón
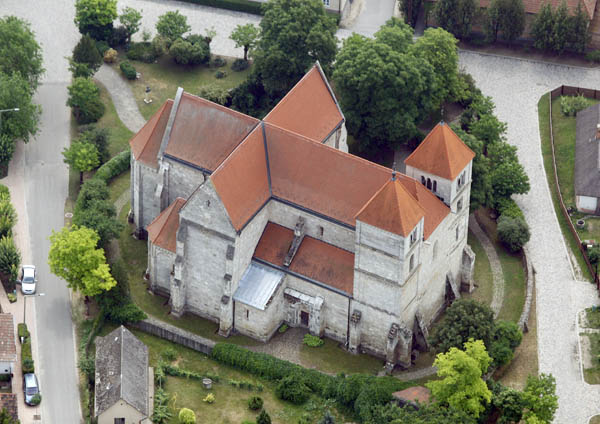
Az ócsai Premontrei kolostor a magasból
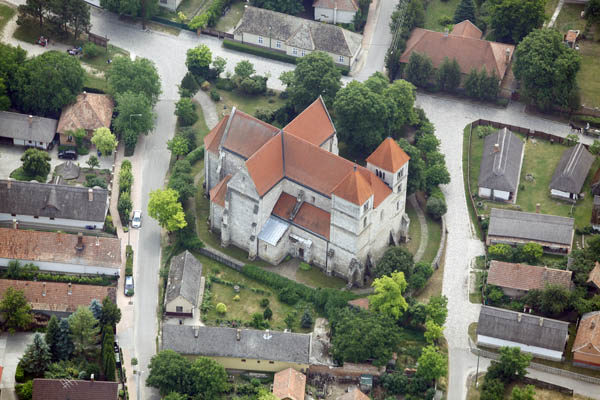
Premontrei kolostor a levegőből, Ócsa
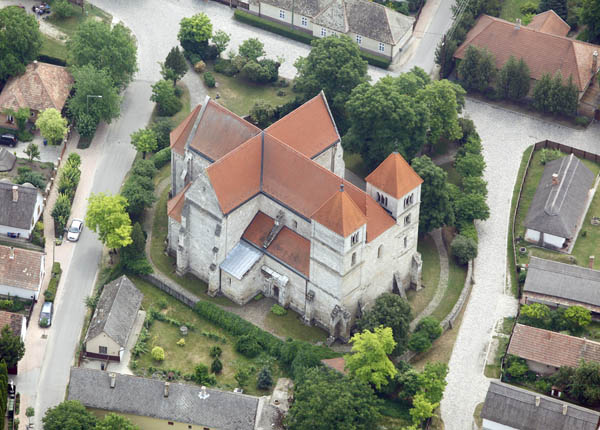
Premontrei kolostor - légi fotó